# Вівчарик жовтогорлий
Вівча́рик жовтогорлий (Phylloscopus ruficapilla) — вид горобцеподібних птахів родини вівчарикових (Phylloscopidae). Мешкає в Східній і Південній Африці.

## Підвиди
Виділяють сім підвидів:

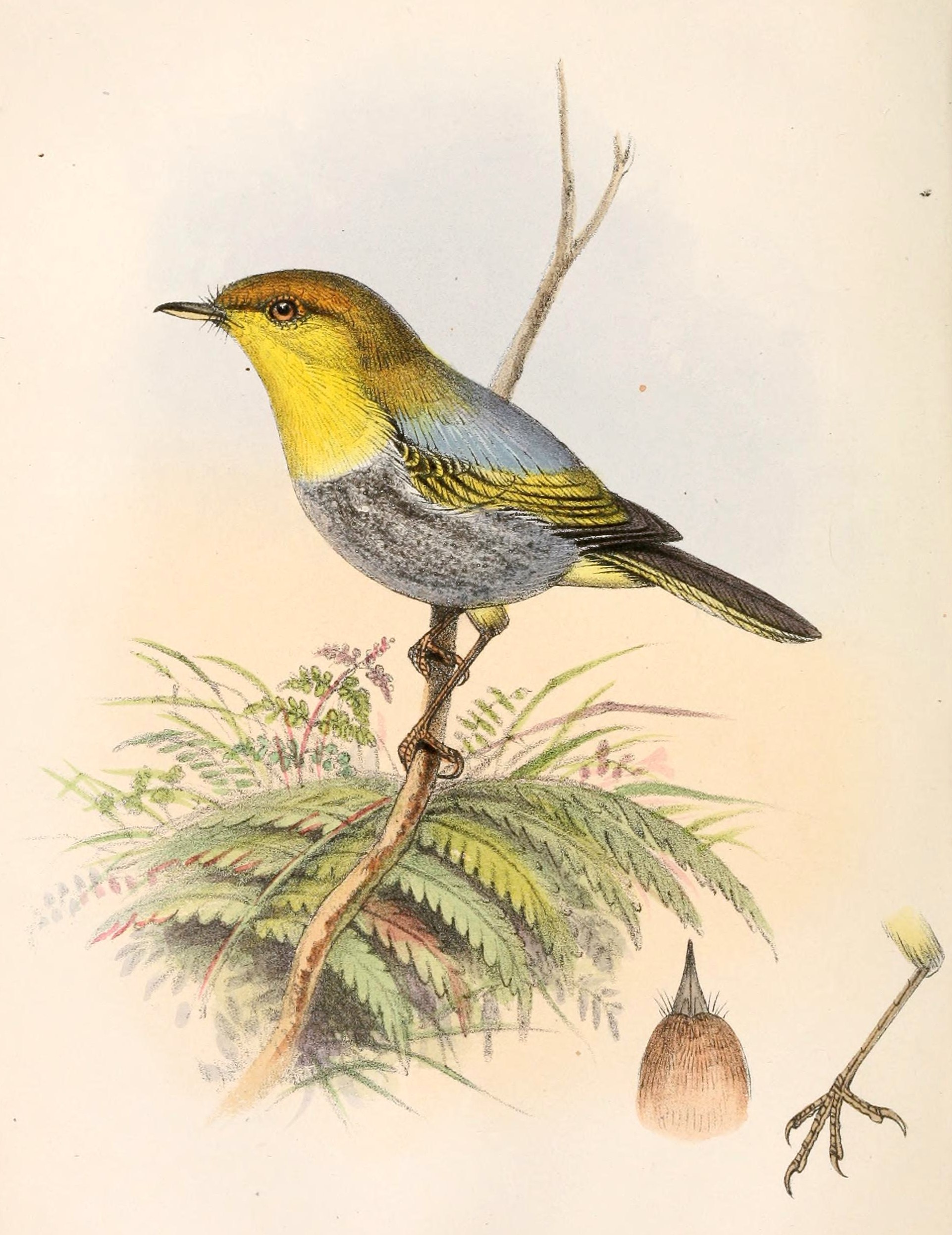
Жовтогорлий вівчарик

- P. r. ochrogularis (Moreau, 1941) — західна Танзанія;
- P. r. minullus (Reichenow, 1905) — південно-східна Кенія і східна Танзанія;
- P. r. johnstoni (Sclater, WL, 1927) — північно-східна Замбія, Танзанія, Малаві, північно-західний Мозамбік;
- P. r. quelimanensis (Vincent, 1933) — північний Мозамбік;
- P. r. alacris (Clancey, 1969) — схід Зімбабве і захід Мозамбіку;
- P. r. ruficapilla (Sundevall, 1850) — схід ПАР;
- P. r. voelckeri (Roberts, 1941) — південь ПАР.

## Поширення і екологія
Жовтогорлі вівчарики поширені на сході Африки від південної Кенії до Мису Доброї Надії. Вони живуть в гірських і рівнинних вологих тропічних лісах та сухих тропічних лісах.